# مشفق‌آباد
مشفق آباد، روستایی است از توابع بخش آب‌پخش در شهرستان دشتستان استان بوشهر ایران.

## جمعیت
این روستا در دهستان درواهی قرار داشته و براساس سرشماری سال ۱۳۹۵ جمعیت آن ۷۵نفر (۲۴خانوار) می‌باشد.